# Gamocarpha gilliesii
Gamocarpha gilliesii är en calyceraväxtart som beskrevs av John Miers. Gamocarpha gilliesii ingår i släktet Gamocarpha och familjen calyceraväxter. Utöver nominatformen finns också underarten G. g. gerthi.